# Мелвиндејл (Мичиген)
Мелвиндејл (Мичиген) (енгл. Melvindale) град је у америчкој савезној држави Мичиген. По попису становништва из 2010. у њему је живело 10.715 становника.

## Демографија
Према попису становништва из 2010. у граду је живело 10.715 становника, што је 20 (0,2%) становника мање него 2000. године.
| Група             | 2000.         | 2010.         |
| Белци             | 8.773 (81,7%) | 7.135 (66,6%) |
| Афроамериканци    | 565 (5,3%)    | 1.207 (11,3%) |
| Азијати           | 138 (1,3%)    | 90 (0,8%)     |
| Хиспаноамериканци | 955 (8,9%)    | 1.958 (18,3%) |
| Укупно            | 10.735        | 10.715        |